# István Bónis
István Bónis (n. 1 mai 1951, orașul Baia Sprie, județul Maramureș) este un politician român, fost membru al Parlamentului României în legislaturile 2004-2008 și 2012-2016. În cadrul activității sale parlamentare, István Bónis a fost membru în grupurile parlamentare de prietenie cu Irlanda, Republica Arabă Egipt și Republica Polonă.     